# 妙傳寺 (出雲市)
妙傳寺（みようでんじ）は、島根県出雲市塩冶町にある日蓮本宗の寺院である。山号は題目山という。

## 起源と歴史
開創から十二世日顕まで出雲石見二州の法頭であった。
- 1306年（徳治元年）、日大により建立[1]。かつては塔頭6坊(本行坊・圓光坊・眞乗坊・寂光坊・前之坊・後之坊)[2]を有していたが、現在は寂光坊が残るのみ[1]。そのほか、末寺13ヶ寺を有していた[1]。
- 1876年（明治9年）、富士門流の統一教団日蓮宗興門派の結成に参加。
- 1899年（明治32年）、日蓮宗興門派は日蓮本門宗（本門宗）と改称。
- 1941年（昭和16年）、本門宗は一致派の日蓮宗、勝劣派の顕本法華宗とともに三派合同を行い、日蓮宗を結成。
- 1950年（昭和25年）12月、本山要法寺とともに日蓮宗から独立、日蓮本宗を結成（要法寺の旧末寺34ヶ寺は日蓮宗に残留。うち島根県内の旧末寺二十数ヶ寺は興統法縁会島根尊門会を組織している)。

## 歴代住職
| 代       | 日号 | 阿闍梨号・院号 | 御遷化年月日                                               | 享年 | 備考                                                                   |
| -------- | ---- | -------------- | ---------------------------------------------------------- | ---- | ---------------------------------------------------------------------- |
| 開山     | 日尊 | 大夫阿闍梨     | 興国6年5月8日（1345年）南朝 康永4年5月8日（1345年）北朝    | 81歳 | 本山要法寺開山                                                         |
| 建立開山 | 日大 | 畠山阿闍梨     | 正平24年2月12日（1369年）南朝 應安2年2月12日（1369年）北朝 | 61歳 | 山城・住本寺 出雲・妙傳寺開山 出雲・多寶寺、中林寺、本壽寺、妙福寺開基 |
| 2世      | 日頼 |                | 應安6年                                                    |      |                                                                        |
| 3世      | 日厳 |                | 應永4年                                                    |      |                                                                        |
| 4世      | 日辨 |                | 永亨4年                                                    |      |                                                                        |
| 5世      | 日襌 | 本源院         | 寶徳2年1月12日（1450年）                                   |      | 山城・本山要法寺9祖                                                    |
|          |      |                |                                                            |      |                                                                        |
| 12世     | 日顕 | 聖主院         | 天正19年                                                   |      | 石見・妙船寺、本経寺、妙経寺開山、                                     |
| 13世     | 日陽 | 本寿院         | 寛永15年6月9日（1638年）                                   | 67歳 | 山城・本山要法寺18祖                                                   |
| 14世     | 日逞 |                | 寛永21年                                                   |      | 出雲・浄福寺開基                                                       |
|          |      |                |                                                            |      |                                                                        |
| 30世     | 日珠 | 智見院         | 大正8年10月1日（1919年）                                   | 76歳 | 坂本氏 山城・本山要法寺43祖                                            |
| 31世     | 日濟 | 霊泉院         | 大正13年10月16日（1924年）                                 | 61歳 | 瀬島氏 山城・本山要法寺45祖                                            |
|          |      |                |                                                            |      |                                                                        |
| 35世     | 日恒 |                |                                                            |      |                                                                        |

## 境内と伽藍
境内は約1500坪で、本堂・庫裏・鐘楼・山門などを有する。そのほか、三十番神の祠や日露戦争の戦没記念堂がある。

## 寺宝
- 日蓮・日興・日大の曼荼羅や尊円の和歌の墨跡、古文書などを寺宝として有している[2][1]。

## 所在地
- 島根県出雲市塩冶町478